# Casajús
Casajús oder Weingut Casajús (spanisch Bodegas Casajús) gehört zu den bekanntesten spanischen Weingütern auf internationaler Ebene. Das Weingut befindet sich in der Stadt Quintana del Pidio (Provinz Burgos, Spanien), in der Weinanbauregion mit namensgeschützter Ursprungsbezeichnung (Denominación de origen) Ribera del Duero. Über mehrere Generationen bauten die Familien Calvo und Casajús ihren eigenen Hauswein aus, bis schließlich 1993 José Alberto Calvo Casajús das Weingut gründete.
Internationale Anerkennung erreichte das Weingut dank exzellenter Bewertungen durch die Amerikanische Weinzeitschrift Robert Parkers, The Wine Advocate, nach Beurteilung der Weine Casajús Antiguos Viñedos, Vendimia Seleccionada und insbesondere ihres Signaturweins NIC.

## Geschichte

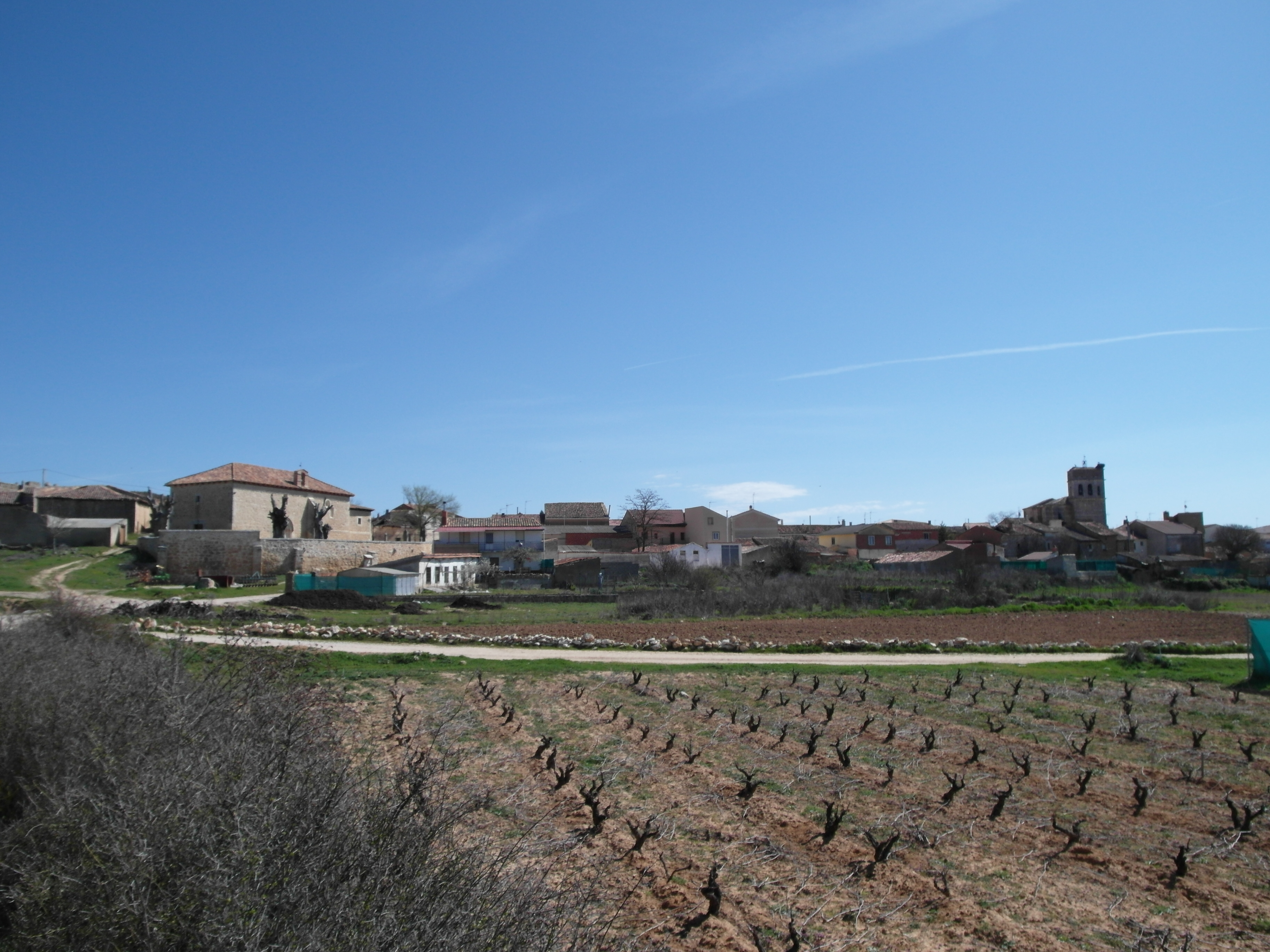
Aussicht auf Quintana del Pidio in Ribera del Duero mit geschützter Ursprungsbezeichnung (Denominación de origen)

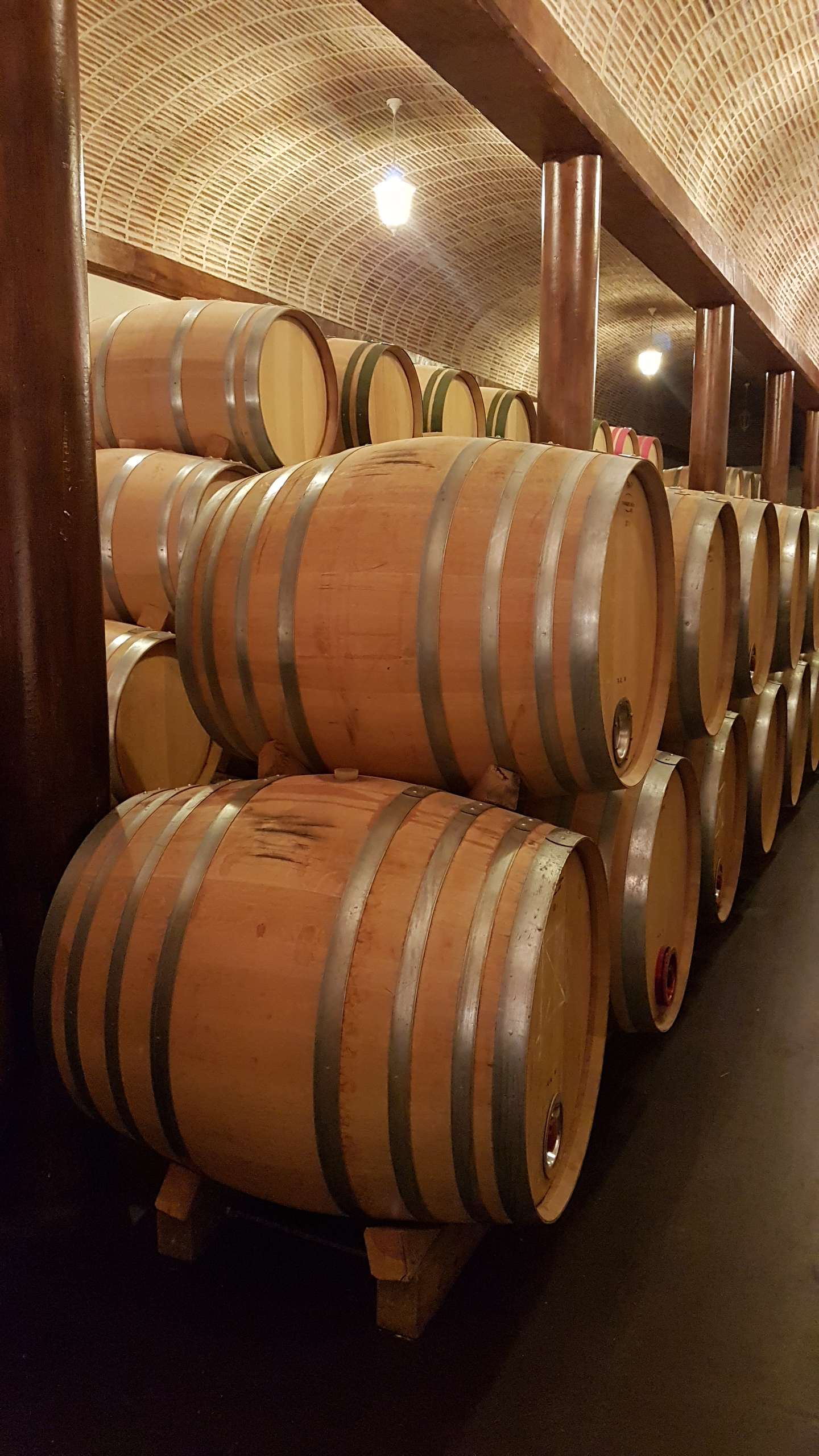
500-Liter-Eichenholzfässer im Weingut Casajús

### Die 1920er Jahre
Die Großeltern von José Alberto und seiner Ehefrau Leonor pflanzten erstmals 1920 Weinreben in Quintana del Pidio, im Herzen von Ribera del Duero. Über Generationen bauten die Familien Calvo und Casajús ihren eigenen Wein in traditionellen Weinkellern aus.

### Die 1960er Jahre
Im Jahr 1963 wurde die lokale Weingenossenschaft „Los Olmos“ in Quintana del Pidio gegründet, in der sich die Familien von José Alberto und seiner Ehefrau Leonor als Gründungsmitglieder bis in die Anfänge der 1990er Jahre aktiv beteiligten.

### Die 1990er und 2000er Jahre
Im Jahr 1993 löste sich José Alberto aus der lokalen Genossenschaft und gründete sein eigenes Weingut in Quintana del Pidio: „Bodegas J.A. Calvo Casajús“, was mit seiner eigentlichen Arbeit als Bäcker vereinbar war. Im Jahr 2004 begann er seinen Signaturwein NIC, ein Akronym für die Namen seiner Kinder Nicolás und Catalina, zu produzieren.  In der Mitte desselben Jahrzehnts begann das Weingut internationale Aufmerksamkeit durch positive Bewertungen in Robert Parkers The Wine Advocate zu erlangen.

### Die 2010er Jahre
Im Jahr 2013 wurde das Weingut mit der höchsten Punktzahl der Ribera del Duero durch den britischen Kritiker Neal Martin der amerikanischen Weinzeitschrift Robert Parkers, The Wine Advocate, ausgezeichnet. Der Wein NIC 2009 erhielt 97 Punkte und dem Wein Casajús Vinedos Antiguos wurden 95 Punkte verliehen, wodurch seitdem mediale internationale Aufmerksamkeit erregt wurde.

## Nennenswerte Auszeichnungen

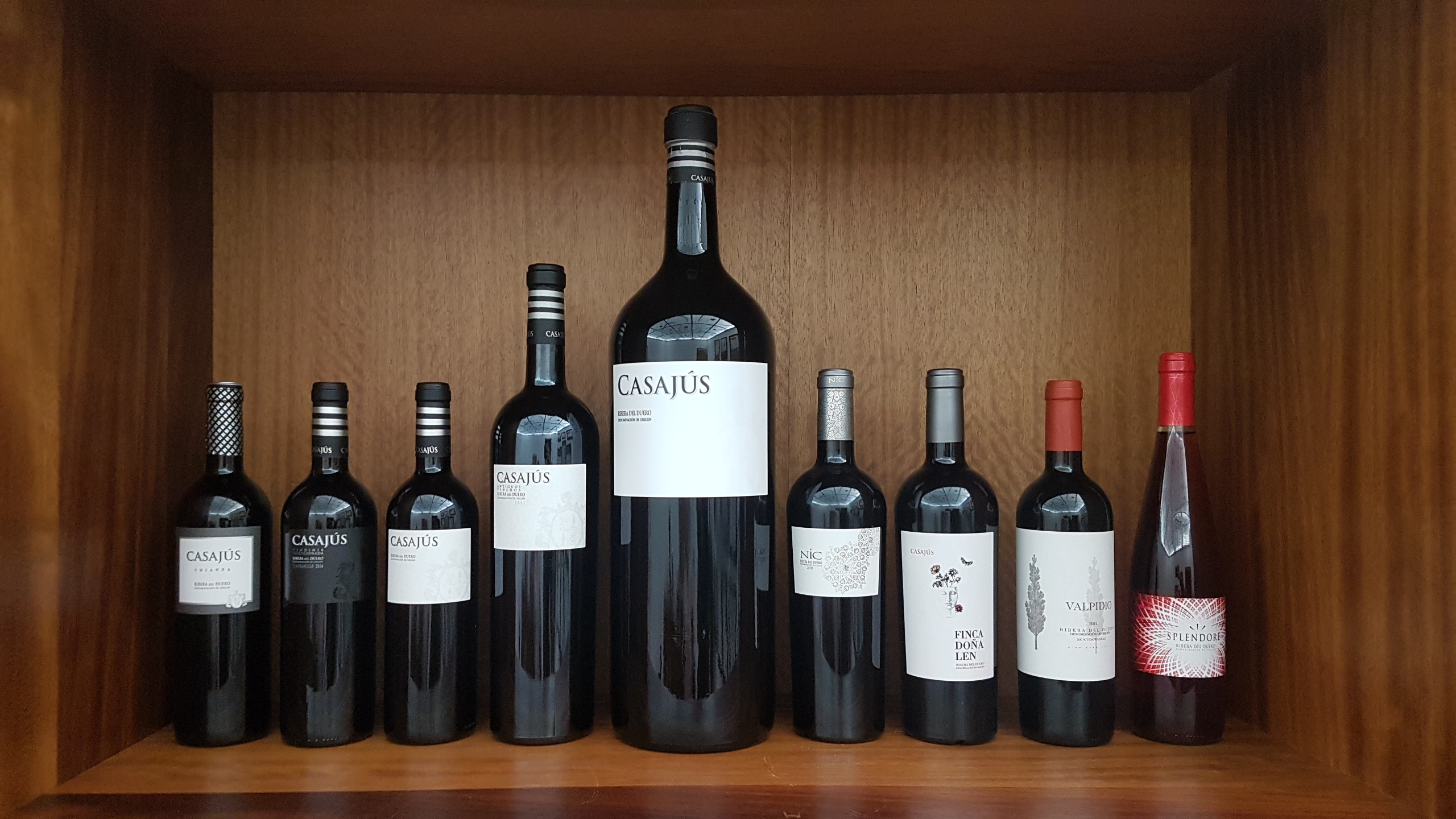
Weinflaschen des Weinguts Casajús

Gemäß der Fachzeitschrift Robert Parkers, The Wine Advocate:
- NIC 2009: 97 Punkte; 2005: 95+ Punkte; 2006: 94+ Punkte; 2011: 94 Punkte; 2010: 93 Punkte.
- Antiguos Viñedos 2009: 95 Punkte; 2004 und 2012: 93 Punkte; 2011: 92 Punkte; 2005: 91 Punkte.
- Vendimia Seleccionada 2010: 94 Punkte; 2009: 93 Punkte; 2005 und 2012: 92 Punkte; 2006: 91 Punkte.
- Splendore 2010: 93 Punkte.
- Valpidio 2011: 92 Punkte;[21] 2013 y 2014: 90 Punkte.

Gemäß der Fachzeitschrift Wine Spectator:
- NIC 2010: 95 Punkte.
- Antiguos Viñedos 2014: 93 Punkte; 2011: 92 Punkte.
- Vendimia Seleccionada 2014: 92 Punkte.

## Galerie

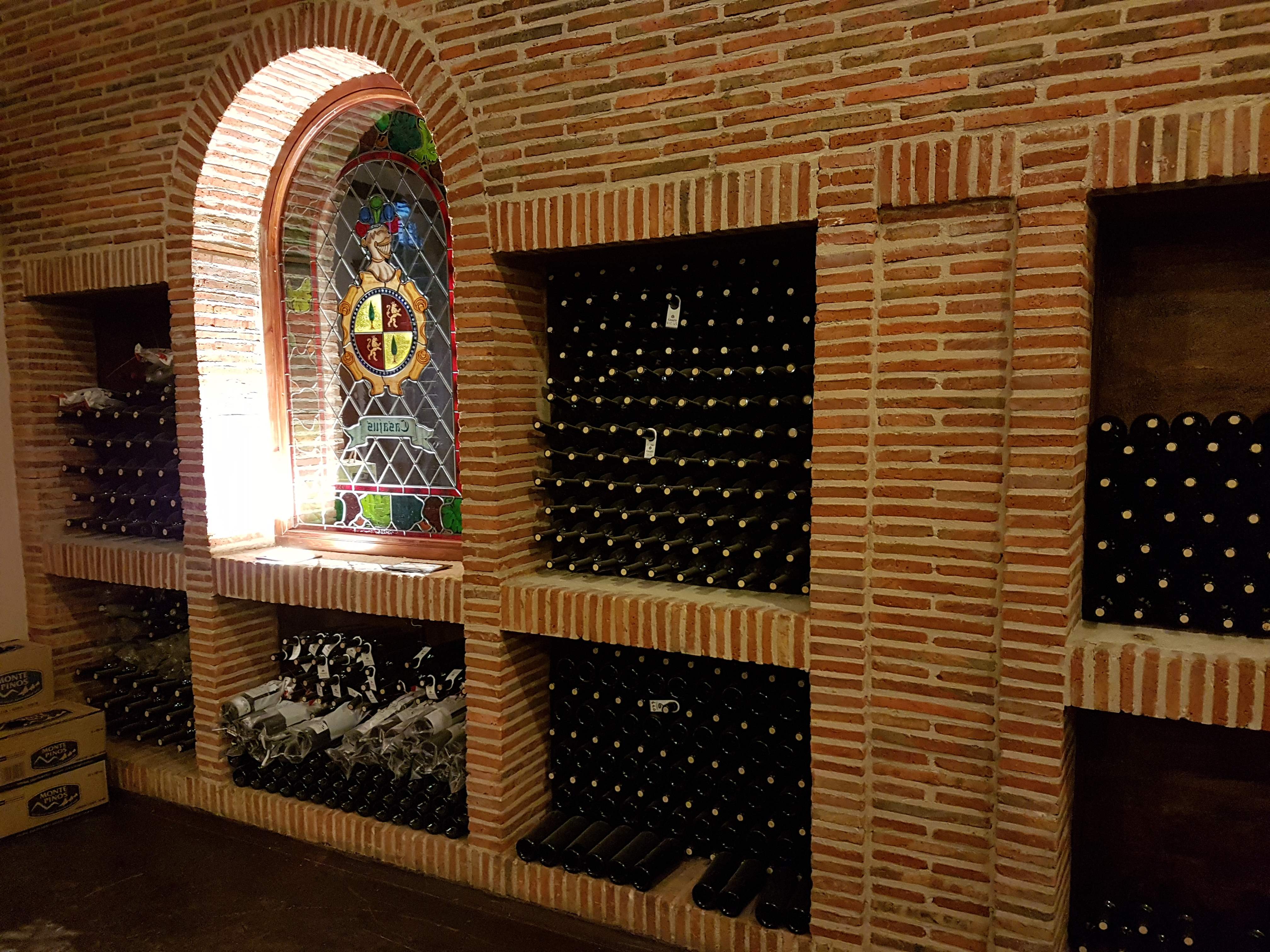
Vorratskammer mit Flaschen im Weingut Casajús.
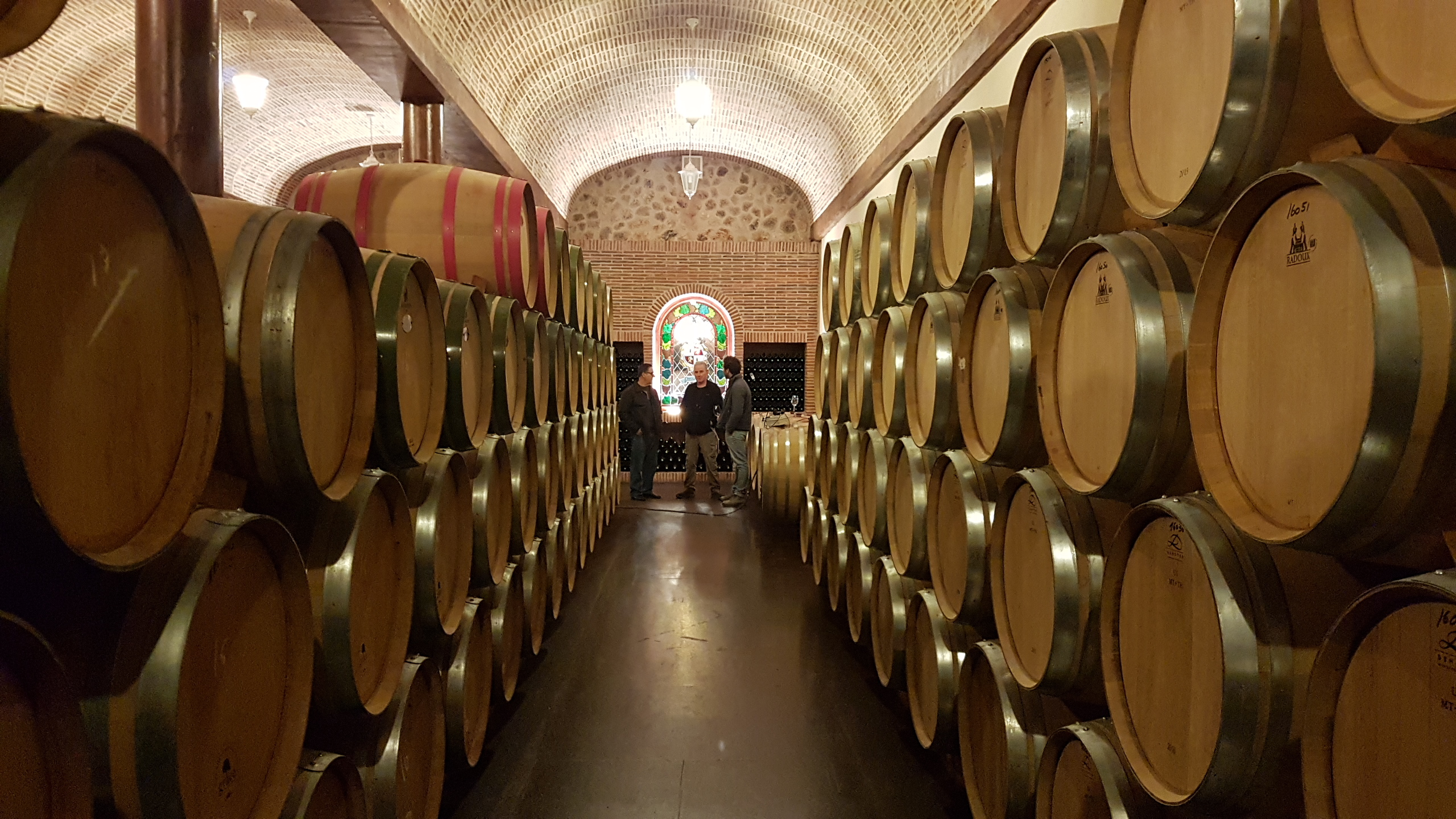
Unterirdischer Weinkeller des Weinguts Casajús.
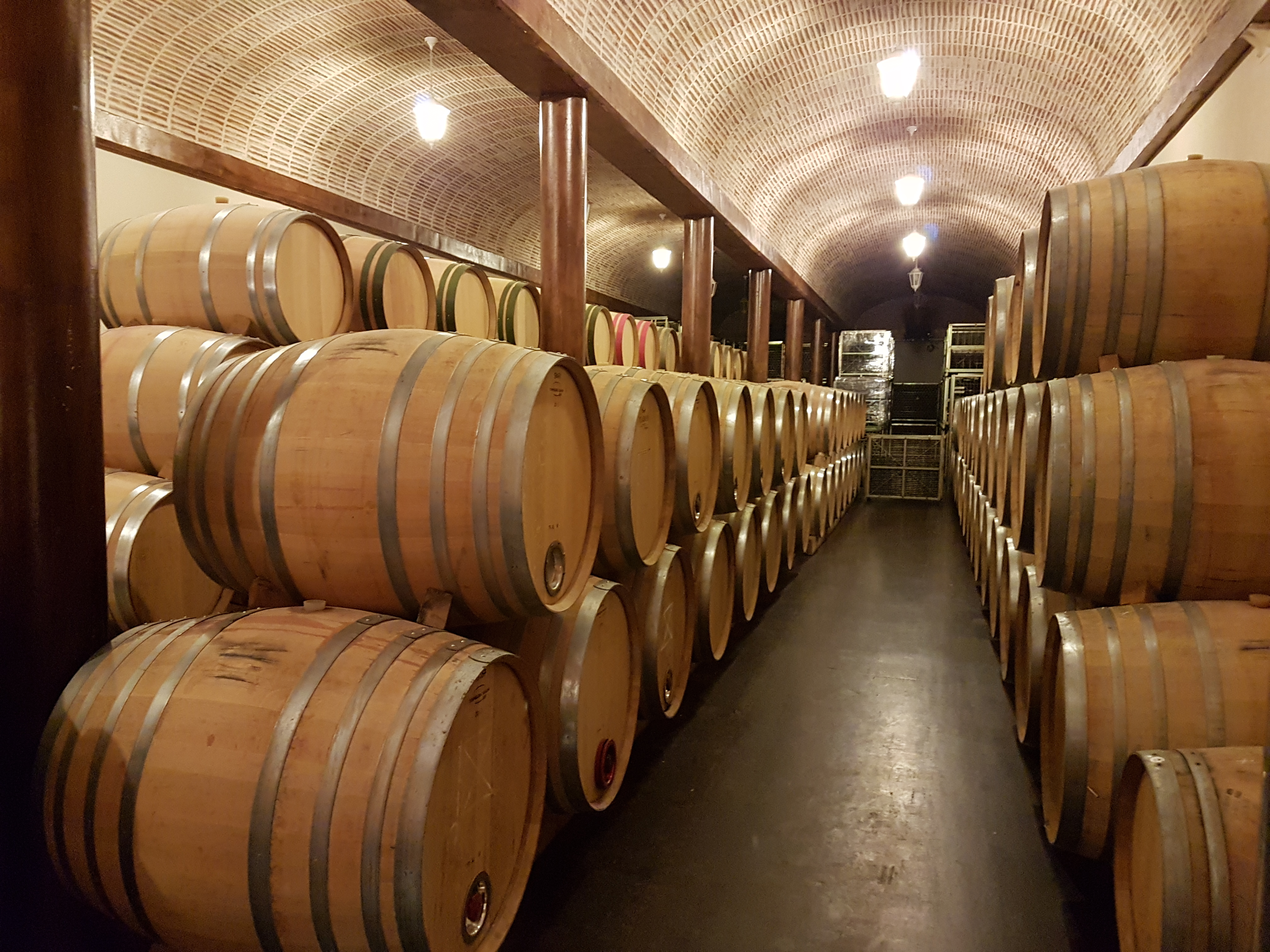
Weinfässer im unterirdischen Weinkeller des Weinguts Casajús.